# Castrul roman de la Gilău
Castrul roman de la Gilău, astăzi ruine, se află în sudul comunei Gilău, județul Cluj. Vechiul castru roman a fost ridicat pentru apărarea orașului roman Napoca, situat la circa 25 km est.

## Istoric
A fost primul castru din Transilvania unde arheologii au identificat clar succesiunea între castrul din pământ și lemn și castrul de piatră care i-a urmat. Castrul măsoară 138 x 221 m.
Castrul roman a fost construit din pământ și lemn de o cohortă, în timpul împăratului Traian (53-117). Unitatea militară ala Siliana, mutată aici din Panonia, a mărit castrul și l-a întărit cu lucrări în piatră (turn cu curtină în care s-a descoperit o diplomă militară din 21 iulie 164). S-au descoperit porțile: principalis dextra, principalis sinistra, decumana principia, praetorium, bastioanele N-V și S-V. Lucrările arheologice au evidențiat de asemenea vestigii ale locuirii daco-romane din secolul al III-lea (cești dacice, borcane, castroane, catarame, aplice, pandantive de harnașament etc.). Tot aici a mai fost descoperit și un tezaur monetar compus din 1.170 denari romani din sec. II–III, cu piese de la împăratul Marc Aureliu (Marcus Aurelius, 121-180) până la împăratul Filip Arabul (Marcus Iulius Philippus, 198-249), ascuns de invazia carpilor de la jumătatea secolului al III-lea.
Castrul roman este înscris pe lista monumentelor istorice din județul Cluj elaborată de Ministerul Culturii și Patrimoniului Național din România în anul 2010.

## Galerie de imagini

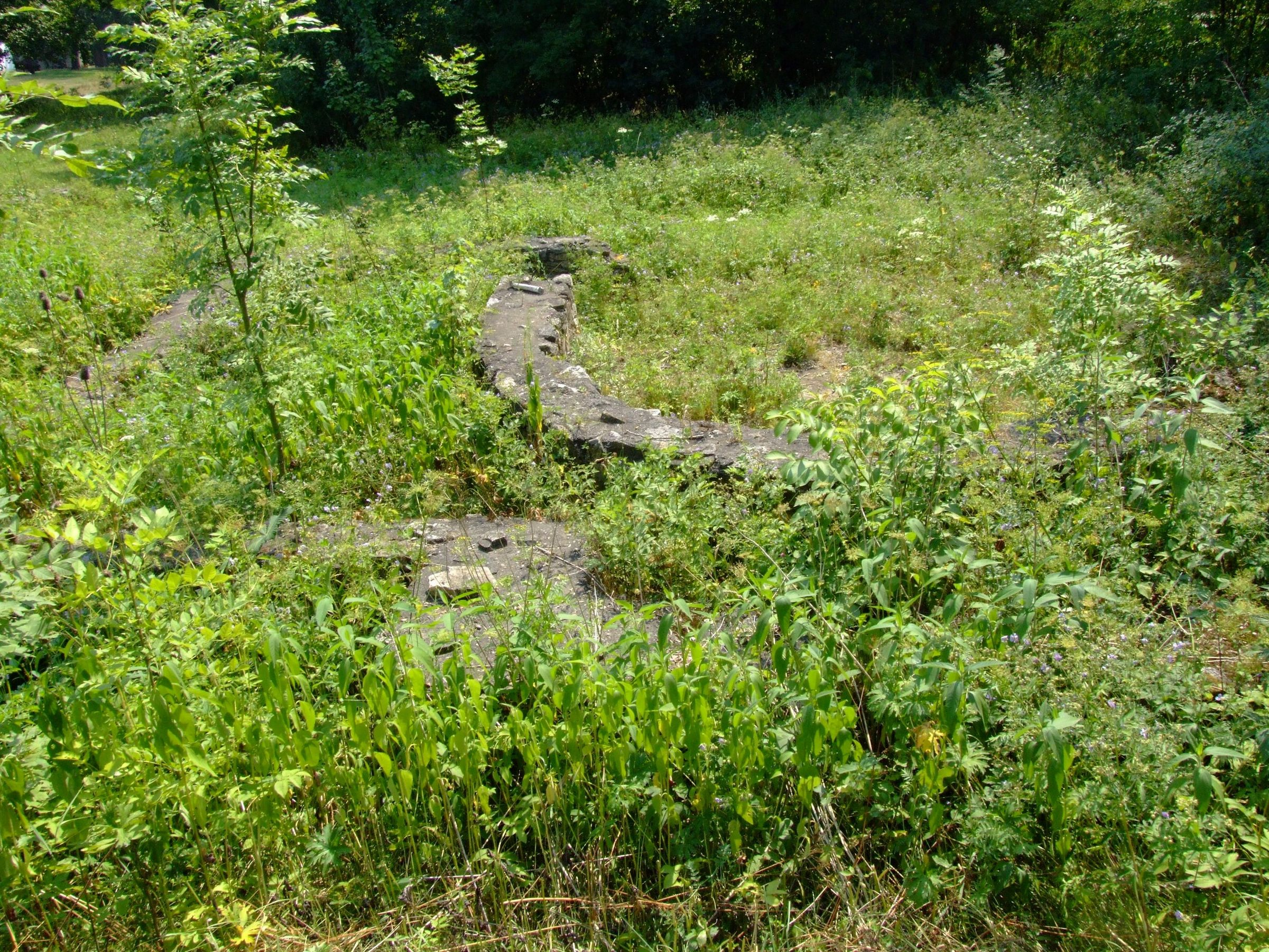
Gilău (castrul roman)

- Gilău 
 (castrul roman)